# Церква Перенесення мощей Святого Миколая (Буряківка)
Церква Перенесення мощей Святого Миколая в Буряківці — парафія і храм греко-католицької громади Товстенського деканату Бучацької єпархії Української греко-католицької церкви в селі Буряківка Чортківського району Тернопільської области.
Оголошена пам'яткою архітектури місцевого значення (охоронний номер 494).

## Історія церкви
Церква в Буряківці була збудована у 1792 році греко-католицькою громадою і того ж року освячена.
Кількість вірян: 1832 — 470 на парафії, 832 разом; 1844 — 561, 999; 1854 — 535, 940; 1864 — 600, 1.090; 1874 — 588, 1.070; 1884 — 659, 1.253.
У 1946 році під тиском влади парафія і церква приєдналися до Московського патріархату.
У 1997 році церкву добудували на 8 метрів, звели ще одну паламарку, дзвіницю, розширили церковне подвір'я та встановили нову огорожу.
У 2008 році біля храму облаштували Хресну дорогу з мармуру.
У 2012 році зробили новий дах і встановили нові куполи.
У 2013 році чин освячення оновленого храму здійснив владика Бучацької єпархії єпископ Димитрій Григорак.
При парафії діють «Апостольство молитви» та спільнота «Матері в молитві».
У власності парафії є проборство.

## Парохи
- о. Іван Авдиковський ([1832]—1848+)
- о. Олексій Авдиковський (1848—1852, адміністратор)
- о. невідомий (1852—1872+)
- о. Олексій Залуцький (1872—1874, адміністратор)
- о. невідомий (1875—1918+)
- о. Залуцький (до 1919),
- о. Василь Чужак (1919—1946),
- о. Микола Багрій (1950—1969),
- о. Борис Зілітинкевич (1969—1978),
- о. Роман Тарнавський (1978—1987),
- о. Василь Семків (1987—1995),
- о. Іван Церковний (1995—2023),
- о. Любомир Романишин (з 2023).